# Danska obrana
Danska obrana jesu ujedinjene oružane snage Kraljevine Danske zadužene za obranu Danske i njenih konstitutivnih, samoupravnih jedinica Grenlanda i Farskih otoka. Danska obrana također promiče šire interese Danske, podržava međunarodne mirovne napore i pruža humanitarnu pomoć.
Od stvaranja stalne vojske 1510. godine, oružane snage sudjelovale su u mnogim ratovima, od kojih je većina uključivala Švedsku, ali i velike svjetske sile. Sukobi su uključivali Tridesetogodišnji rat, Veliki sjeverni rat i Napoleonske ratove.

## Svrha i zadaće
Svrha i zadaće Danske obrane definirane su danskim zakonom 122 iz 2001. godine.
Osnovna je svrha Danske obrane spriječiti sukobe i ratove, očuvati suverenitet Danske, osigurati kontinuirano postojanje i cjelovitost neovisne Kraljevine Danske i pospješiti miran razvoj u svijetu s obzirom na ljudska prava.
Osnovne su zadaće sudjelovanje u NATO-u u skladu sa strategijom saveza, otkrivanje i suzbijanje svakog kršenja suvereniteta danskog teritorija (uključujući Grenland i Farske otoke), obrambena suradnja s nečlanicama NATO-a, posebice zemljama srednje i istočne Europe, međunarodne misije u području prevencije sukoba, kontrole kriza, humanitarne misije, misije stvaranja mira, misije održavanja mira.

## Proračun za obranu
Godine 2006. danski vojni proračun bio je peti najveći pojedinačni dio ukupnog proračuna danske vlade, znatno manji od proračuna Ministarstva socijalnih pitanja (≈110 milijardi DKK), Ministarstva zapošljavanja (≈67 milijardi DKK), Ministarstva unutarnjih poslova i zdravstva (≈66 milijardi DKK) i Ministarstva obrazovanja (≈30 milijardi DKK) i samo malo veći od onog Ministarstva znanosti, tehnologije i inovacija (≈14 milijardi DKK). 
Otprilike 95 % obrambenog proračuna ide na upravljanje danskom vojskom, uključujući domobranstvo. Ovisno o godini, 50 – 53 % otpada na plaćanje osoblju, otprilike 14 – 21 % na materijalne troškove, 2 – 8 % na veće brodove, građevinske projekte ili infrastrukturu i oko 24 – 27 % na ostale stavke, uključujući kupnju robe, iznajmljivanje, održavanje i usluge.
Budući da Danska ima malu i visoko specijaliziranu vojnu industriju, velika većina opreme danske obrane uvozi se iz NATO-a i nordijskih zemalja.
Danski obrambeni izdaci od 2010. godine
|                                | 2010-e | 2010-e | 2010-e | 2010-e | 2010-e | 2010-e | 2010-e | 2010-e | 2010-e | 2010-e | 2020-e | 2020-e | 2020-e | 2020-e |
| 10                             | 11     | 12     | 13     | 14     | 15     | 16     | 17     | 18     | 19     | 20     | 21     | 22     | 23     |        |
| ------------------------------ | ------ | ------ | ------ | ------ | ------ | ------ | ------ | ------ | ------ | ------ | ------ | ------ | ------ | ------ |
| Ukupni proračun, milijarde Kr. | 25.33  | 24.26  | 25.62  | 23.72  | 25.02  | 22.633 | 24.190 | 25.165 | 20.938 | 23.516 | 25.325 | 26.383 |        |        |

## Grane

### Kraljevska danska vojska
Danska kraljevska vojska sastoji se od 2 brigade, organizirane u 3 pukovnije, i više centara za potporu, kojima zapovijeda Stožer kopnene vojske. Vojska je mješavina mehaniziranog pješaštva i oklopne konjice s ograničenim sposobnostima u oklopnom ratovanju.

### Kraljevska danska mornarica
Kraljevska danska mornarica sastoji se od fregata, ophodnih brodova, brodova za protuminske mjere i drugih raznih brodova, od kojih su mnogi opremljeni modularnim sustavom StanFlex. Glavna odgovornost mornarice je pomorska obrana i održavanje suvereniteta nad danskim, grenlandskim i farskim teritorijalnim vodama.

### Kraljevske danske zračne snage
Kraljevske danske zračne snage uključuje zrakoplove i helikoptere.

### Dansko domobranstvo
Domobranstvo je dobrovoljna služba odgovorna za obranu zemlje, ali od 2008. podržava i vojsku, u Afganistanu i na Kosovu.

## Operacije
- Crvena boja: nacionalna, svijetloplava: UN, tamnoplava: NATO, zelena: koalicije